# Міжнародний конгрес зі збагачення корисних копалин
Міжнародний конгрес зі збагачення корисних копалин (рос. Международный конгресс по обогащению полезных ископаемых, англ. International Minerals Processing Congress (IMPC), нім. Internationaler Kongress m für Aufbereitung der Bodenschätze) — Конгрес скликається кожні 2 — 3 роки (табл.).
| Конгрес | Рік  | Місце проведення, країна-організатор | Кількість країн | Кількість учасників |
| 1       | 1952 | Лондон (Велика Британія)             | 17              | 332                 |
| 2       | 1953 | Париж (Франція)                      | 19              | 302                 |
| 3       | 1955 | Гослар (ФРН)                         | 22              | 490                 |
| 4       | 1957 | Стокгольм (Швеція)                   | 33              | 523                 |
| 5       | 1960 | Лондон (Велика Британія)             | 40              | 644                 |
| 6       | 1963 | Канни (Франція)                      | 55              | 752                 |
| 7       | 1964 | Нью-Йорк (США)                       | 34              | 535                 |
| 8       | 1968 | Ленінград (СРСР)                     | 45              | 1048                |
| 9       | 1970 | Прага (Чехословаччина)               | 46              | 986                 |
| 10      | 1973 | Лондон (Велика Британія)             | 45              | 635                 |
| 11      | 1975 | Кальярі (Італія)                     | 53              | 787                 |
| 12      | 1977 | Сан-Паулу (Бразилія)                 | 42              | 562                 |
| 13      | 1979 | Варшава (ПНР)                        | 26              | 730                 |
| 14      | 1982 | Торонто (Канада)                     | 41              | 560                 |
| 15      | 1985 | Канни (Франція)                      | 53              | 752                 |
| 16      | 1988 | Стокгольм (Швеція)                   | 30              |                     |
| 17      | 1991 | Дрезден (ФРН)                        | 39              | 630                 |
| 18      | 1993 | Сідней (Австралія)                   | 40              |                     |
| 19      | 1995 | Сан-Франциско (США)                  | 40              | 700                 |
| 20      | 1997 | Аахен (ФРН)                          | 50              | 1000                |
| 21      | 2000 | Рим (Італія)                         | 55              |                     |
| 22      | 2003 | Кейптаун (ПАР)                       | 50              |                     |
| 23      | 2006 | Стамбул (Туреччина)                  | 55              | 2000                |

Осн. завдання конгресу: сприяння наук.-техн. співпраці для прогресу в збагаченні корисних копалин і їх комплексного використання. Осн. теми доповідей перших конгресів: теорія і практика подрібнення, флотації, магнітних і електричних процесів збагачення. З 1970-х рр. набули актуальності доповіді про хім. і мікробіологічні бактерійні методи, автоматизацію і комп'ютеризацію технол. процесів, а також екологічні проблеми, утилізацію відходів, переробку технол. сировини (шлаків, сміття). На останніх конґресах увага приділена впливу фундаментальних досліджень на збагачувальні операції майбутнього та тенденціям у фаховій освіті спеціалістів зі збагачення корисних копалин. 24-й Коґрес відбудеться у Пекіні, Китай у 2008 р.